# Ллойдмінстер
53°16′42″ пн. ш. 110°0′18″ зх. д. / 53.27833° пн. ш. 110.00500° зх. д.
Ллойдмі́нстер (англ. Lloydminster) — місто на межі провінцій Альберта та Саскачеван у Канаді. Розташоване за 251 км на схід від міста Едмонтон і за 275 км захід від міста Саскатун на кордоні між Альбертою і Саскачеваном. Населення станом на 2011 рік становить 27 804 мешканці.
Розташоване на шосе Єлловгед.
Місто є особливим тим, що одна його частина підпорядкована провінції Альберта, а інша — Саскачевану. При цьому адміністративно воно є єдиним містом та має власний міський уряд.
За переписом 2006 року, рідною мовою абсолютної більшості населення (25 240 осіб, 94,37%) є англійська. Французька, друга офіційна мова Канади, є рідною для 365 жителів Ллойдмінстера. Третьою за поширеністю є німецька (215 осіб), а четвертою — українська мова, яку 175 жителів (0,65% від усього населення) вказали рідною.

## Клімат
Ллойдмінстер знаходиться у зоні континентального клімату. Найтепліший місяць — липень з середньою температурою 16.7 °C (62 °F). Найхолодніший місяць — січень, з середньою температурою -17.8 °С (0 °F).
| Клімат Ллойдмінстера    | Клімат Ллойдмінстера | Клімат Ллойдмінстера | Клімат Ллойдмінстера | Клімат Ллойдмінстера | Клімат Ллойдмінстера | Клімат Ллойдмінстера | Клімат Ллойдмінстера | Клімат Ллойдмінстера | Клімат Ллойдмінстера | Клімат Ллойдмінстера | Клімат Ллойдмінстера | Клімат Ллойдмінстера | Клімат Ллойдмінстера |
| Показник                | Січ.                 | Лют.                 | Бер.                 | Квіт.                | Трав.                | Черв.                | Лип.                 | Серп.                | Вер.                 | Жовт.                | Лист.                | Груд.                | Рік                  |
| Абсолютний максимум, °C | 8,2                  | 8,6                  | 16,7                 | 27,6                 | 32,3                 | 35,4                 | 36,8                 | 37,4                 | 31,7                 | 26,9                 | 13                   | 10                   | 37,4                 |
| Середній максимум, °C   | −13                  | −7                   | −2                   | 8                    | 17                   | 21                   | 24                   | 23                   | 16                   | 10                   | −1                   | −8,3                 | 7                    |
| Середня температура, °C | −18                  | −12                  | −8                   | 2                    | 10                   | 14                   | 17                   | 15                   | 10                   | 4                    | −5                   | −12                  | 1                    |
| Середній мінімум, °C    | −22                  | −17                  | −13                  | −2                   | 3                    | 7                    | 10                   | 8                    | 3                    | −1                   | −9                   | −17                  | −4                   |
| Абсолютний мінімум, °C  | −39,6                | −42,5                | −31,2                | −22,6                | −9                   | −2,2                 | 2,9                  | −1,8                 | −9                   | −24                  | −34,4                | −40,7                | −42,5                |
| Норма опадів, мм        | 16                   | 11                   | 13                   | 27                   | 44                   | 68                   | 81                   | 57                   | 39                   | 17                   | 20                   | 15                   | 408                  |
| ----------------------- | -------------------- | -------------------- | -------------------- | -------------------- | -------------------- | -------------------- | -------------------- | -------------------- | -------------------- | -------------------- | -------------------- | -------------------- | -------------------- |
| Джерело: Weatherbase    |                      |                      |                      |                      |                      |                      |                      |                      |                      |                      |                      |                      |                      |

## Відомі люди
- Боб Гассард — канадський хокеїст.
- Корі Кросс — канадський хокеїст.

## Галерея

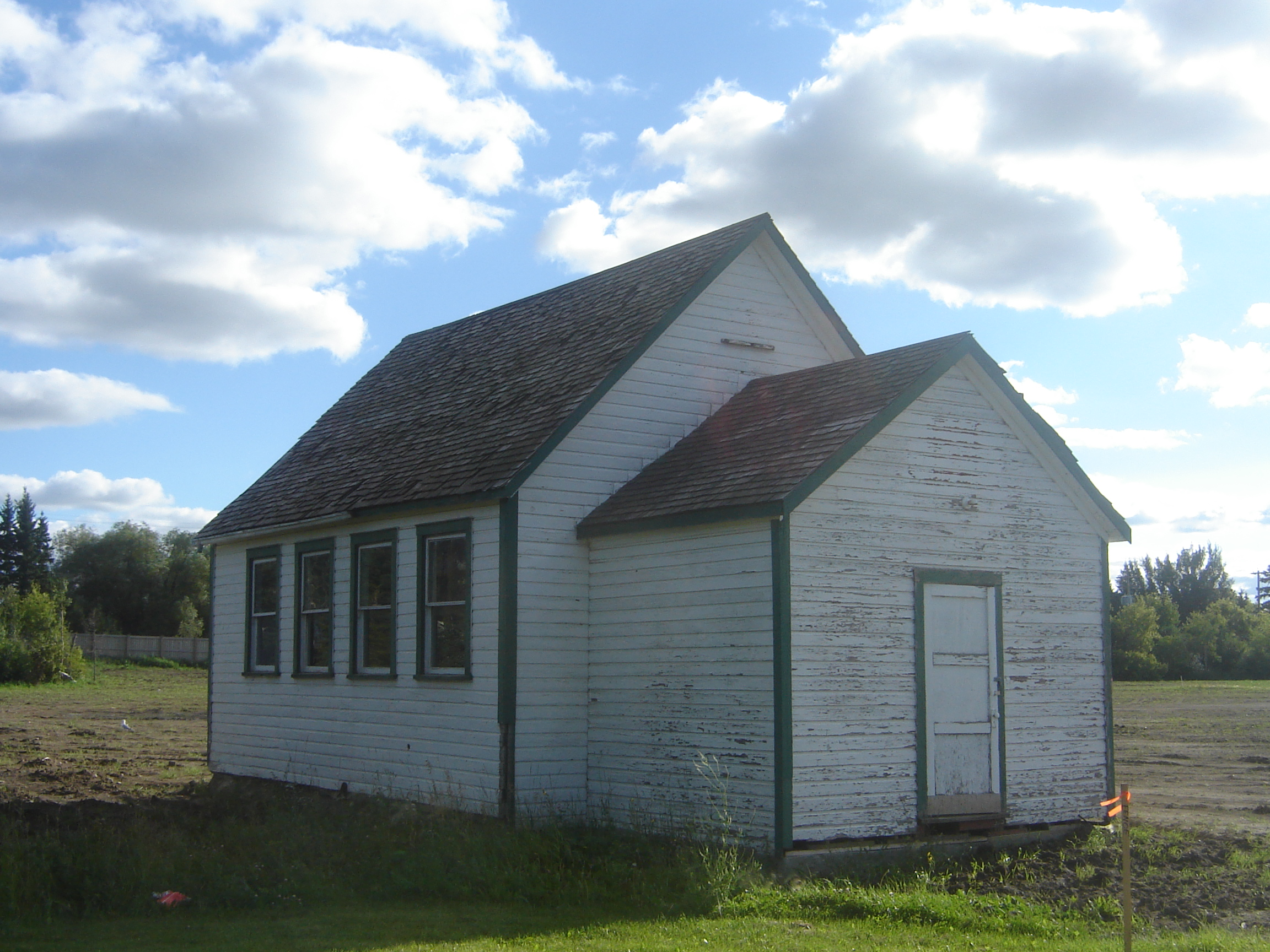
Будинок колишньої школи в Культурному центрі спадщини колонії Барр
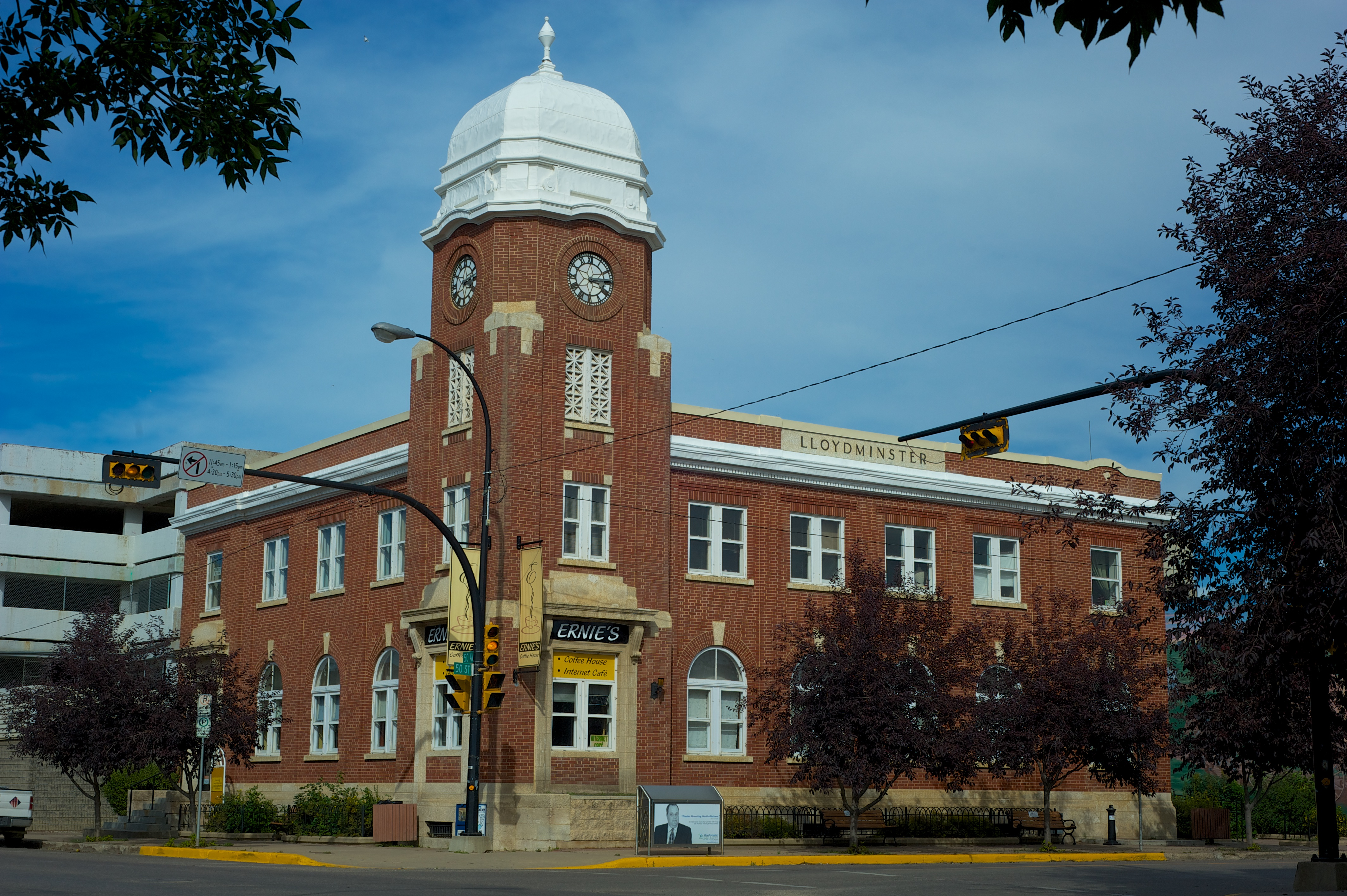
Будівля колишнього поштамту
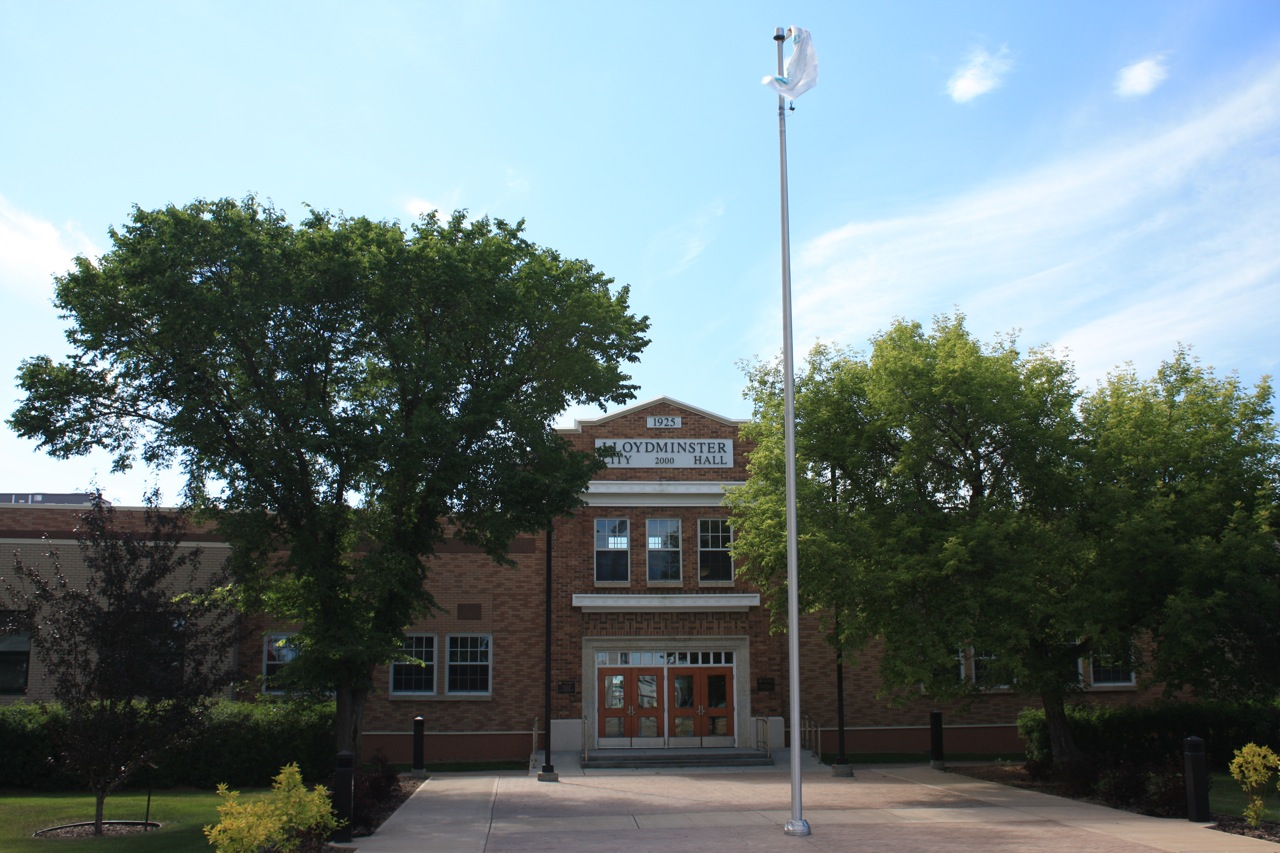
Мерія